# فيل لويس (لاعب كرة قاعدة)
فيل لويس (بالإنجليزية: Phil Lewis)‏ هو لاعب كرة قاعدة أمريكي، ولد في 7 أكتوبر 1883 في بيتسبرغ في الولايات المتحدة، وتوفي في 8 أغسطس 1959 في بورت وينتورث في الولايات المتحدة.

## وصلات خارجية
- فيل لويس على موقعبيزبول رفرنس.كوم (الدوري الرئيسي) (الإنجليزية)
- فيل لويس على موقعبيزبول رفرنس.كوم (الدوري الثانوي) (الإنجليزية)